# Motodrom Gelsenkirchen
Das Motodrom Gelsenkirchen, heute oft auch Almaring genannt, war eine Autorennstrecke im Gelsenkirchener Stadtteil Ückendorf.

## Geschichte

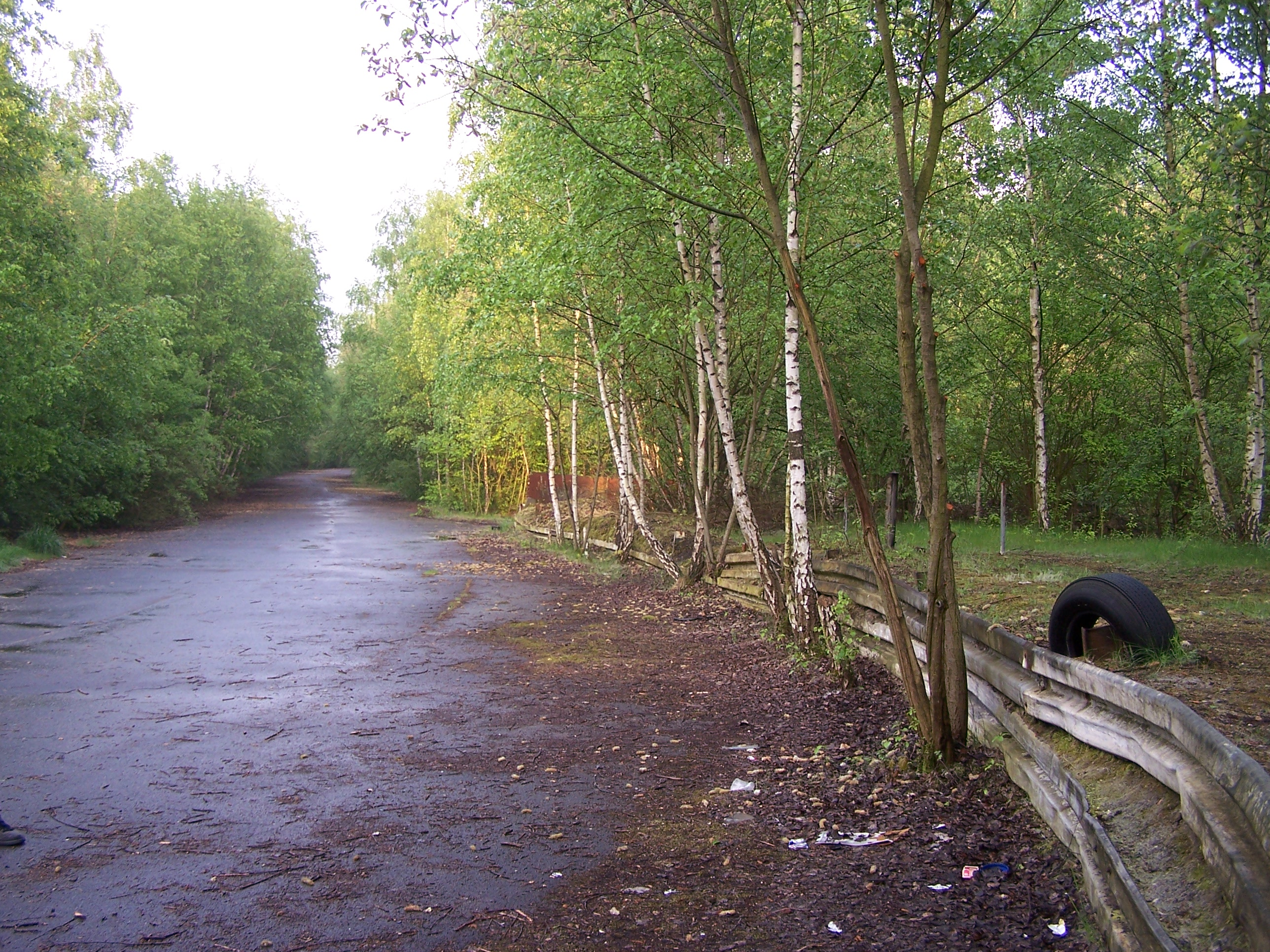
Motodrom Gelsenkirchen

Die Rennstrecke wurde 1969 von der Rheinländischen Altwagen-Gemeinschaft (RAG) (später Rheinländische Autorenn-Gemeinschaft) unter ihrem Präsidenten Anton Brenner auf dem Brachgelände der früheren Kokerei Alma angelegt, um dort sogenannte Altwagen-Rennen und später Autospeedway-Rennen auszutragen.
Die Rennstrecke wurde Mitte der 1980er Jahre stillgelegt. Da das Gelände danach sich selbst überlassen wurde, ist es heute größtenteils bewaldet. Die Asphaltdecke ist jedoch noch vollständig vorhanden, ebenso zahlreiche Leitplanken und andere Relikte aus Rennsporttagen. Das Gelände ist an den Radwegen Almabahn und Kray-Wanner-Bahn angebunden und kann über diese heute noch mit dem Fahrrad erreicht werden.

## Streckenbeschreibung
Die Asphaltbahn hatte eine Länge von 750 m, eine Breite von 7,5 m und war im Gegensatz zu den meisten Speedway-Strecken kein reines Oval. Abgesehen von einem provisorischen Streckensprecher-Turm gab es keine nennenswerte bauliche Infrastruktur.

## Veranstaltungen
Die zunächst mit einer Schotterdecke versehene Bahn wurde sowohl für Auto- als auch für Motorradrennen genutzt. Nach der Asphaltierung der Strecke im Jahr 1977 fanden ausschließlich Autorennen statt.
Zu Beginn der 1980er Jahre gingen in acht verschiedenen Fahrzeugklassen pro Renntag durchschnittlich 150 bis 200 Teilnehmer an den Start, wovon jeweils etwa 30 bis 50 Fahrer aus dem benachbarten Ausland angereist waren.